# Poltavska bitka
Poltavska bitka ili Bitka kod Poltave (rus. Полтавская битва, šve. Slaget vid Poltava, ukr. Битва під Полтавою) je povijesni vojni sukob koji se dogodio na prostoru središnje Ukrajine, grada Poltave, 8. srpnja 1709. godine. Poltavska bitka smatra se ključnom bitkom u sklopu dugogodišnjeg Velikog sjevernog rata, u kojoj je ruski car Petar I. pobjedom nad udruženim švedskim i ukrajinskim snagama preuzeo dominaciju nad istočnom Europom. Nakon te pobjede prekinute su sve težnje Ukrajinaca za neovisnošću, Šveđani gube autoritet u sjevernoj Europi, a Rusi postaju dominatna sila istočne Europe na dulje razdoblje.

## Ukrajinsko-ruske kontroverze
Poltavska bitka smatra se ključnom bitkom u dvadesetjednogodišnjem Velikom sjevernom ratu. Završetkom tog rata početkom 18. stoljeća Rusija je zamijenila Švedsku kao velesilu Sjeverne Europe, a tada su ujedno okončane aspiracije Ukrajine za neovisnošću od Rusije.
Jedan od zapovjednika u Poltavskoj bitci bio je ukrajinski hetman Ivan Mazepa koji je do danas ostao izvor kontroverzi između Moskve i Kijeva. Mazepa se u Rusiji do danas smatra izdajnikom jer je prekršio prisegu danu caru Petru I., ujedno pobjedniku kod Poltave. Po istom povijesnom činu poznati je izraz izdajnik Mazepa. S obzirom na to da je Mazepa predstavljao neovisnost od Rusije, službena politika Ruskog Carstva često ga je prikazivala kao zlikovca pa tako i u djelima pjesnika Aleksandra Puškina i skladatelja Petra Čajkovskog. Utjecajna Ruska pravoslavna crkva Mazepu je naposljetku ekskomunicirala. 
Odluka o crkvenoj ekskomunikaciji ukrajinskog velikana Ivana Mazepe još je na snazi usprkos nedavnim zahtjevima s najviše razine ukrajinskih političkih i crkvenih čelnika da se ona povuče. Ukrajinci, s druge strane, kažu da je hetman Mazepa bio prisiljen pridružiti se Švedskoj zato što ruski car Petar I. nije poštovao Perejaslavski sporazum iz 1654. o zaštiti njihove zemlje pred napadima Poljaka. Posljednjih godina u javnost je izašlo niz opširnih biografija odnosno publikacija o liku i djelu Ivana Mazepe, koji se smatra jednom od najobrazovanijih osoba bivšeg Ruskog Carstva.

## Vanjske poveznice
- The turning point in the Northern War
- SEQUEL TO POLTAVA: DIPLOMACY TO CONTAIN RUSSIA